# Saison 2017 des Diamondbacks de l'Arizona
La saison 2017 des Diamondbacks de l'Arizona est la 20e saison en Ligue majeure de baseball pour cette franchise.
À leur première année sous les ordres de Torey Lovullo, élu gérant de l'année 2017 dans la Ligue nationale, les Diamondbacks gagnent 24 matchs de plus que la saison précédente, signent leur première saison gagnante depuis 2011 et décrochent leur première place en séries éliminatoires depuis 2011. Ils y sont qualifiés comme meilleurs deuxièmes, prenant la seconde place de la compétitive division Ouest de la Ligue américaine avec 93 victoires et 69 défaites en saison régulière. Ils gagnent le match de meilleur deuxième de la Ligue nationale sur les Rockies du Colorado mais sont écartés de la phase éliminatoire après avoir encaissé 3 défaites de suite dans la Série de division qui les oppose aux Dodgers de Los Angeles.

## Saison régulière
La saison régulière de 162 matchs des Diamondbacks débute le 2 avril 2017 par la visite des Giants de San Francisco au Chase Field de Phoenix, en Arizona, et se termine le 1er octobre suivant. 

### Classement
| Ligue nationale division Ouest | V   | D  | %    | Diff. | Diff. (séries) |
| ------------------------------ | --- | -- | ---- | ----- | -------------- |
| Dodgers de Los Angeles         | 104 | 58 | ,642 | -     | -              |
| Diamondbacks de l'Arizona      | 93  | 69 | ,574 | 11    | +6             |
| Rockies du Colorado            | 87  | 75 | ,537 | 17    | -              |
| Padres de San Diego            | 71  | 91 | ,438 | 33    | 13             |
| Giants de San Francisco        | 64  | 98 | ,395 | 40    | 23             |

## Affiliations en ligues mineures
| Niveau            | Équipe                                | Ligue                         |
| ----------------- | ------------------------------------- | ----------------------------- |
| AAA               | Aces de Reno                          | Ligue de la côte du Pacifique |
| AA                | Generals de Jackson                   | Southern League               |
| A-Advanced        | Rawhide de Visalia                    | California League             |
| A                 | Kane County Cougars                   | Midwest League                |
| A (saison courte) | Hops de Hillsboro                     | Northwest League              |
| Ligue des recrues | Osprey de Missoula                    | Pioneer League                |
| Ligue des recrues | Diamondbacks de la Ligue de l'Arizona | Ligue de l'Arizona            |
| Ligue des recrues | DSL Diamondbacks                      | Dominican Summer League       |